# 셀비 그랜트
셀비 그랜트(Shelby Grant, 1936년 10월 19일~2011년 6월 25일)는 미국의 배우, 텔레비전 배우, 영화배우이다.
웨스트레이크빌리지에서 뇌동맥류로 숨졌다.

## 영화
- 닥터 게논(1969년)
- 바디 캡슐(1966년)
- 배트맨 - 66년 TV 시리즈(1966년)
- 전격 후린트 고고작전(1965년)
- 아가씨들 멋대로(1964년) - 마리아, 미국 소녀 역